# Giorvis Duvergel
Giorvis Duvergel Rojas (8 de setembro de 1979) é um jogador de beisebol cubano.

## Carreira
Giorvis Duvergel consquistou uma medalha de prata nas Olimpíadas de 2008.